# Ora Holland
Ora Elizabeth Holland, född Reed 24 december 1900 i Missouri, död 11 februari 2015 i Oklahoma City, var en amerikansk kvinna känd för sitt långa liv. Holland är med en ålder av 114 år och 49 dagar den äldsta personen någonsin från Missouri. Hon överlevde sina två barn som hon fick med Thomas R. Holland som hon gifte sig med 1923.